# واکنش بینگل
واکنش بینگل در شیمی فولرن، یک واکنش سیکلوپروپان‌دار کردن فولرن محسوب می‌شود که برای نخستین بار توسط سی. بینگل در سال ۱۹۹۳ با استفاده از مشتق برم‌دار شدهٔ دی‌اتیل مالونات در حضور یک بازمانند سدیم هیدرید یا دی‌بی‌یو کشف شد. پیوند دوگانهٔ مناسب برای انجام این واکنش، پیوند دواگنهٔ کوتاه‌تر در محل اتصال دو شش ضلعی (پیوندهای ۶–۶) و در سطح فولرین قرار دارد و خارج شدن پیوند از فشار موجود عامل پیش برندهٔ واکنش است.